# Ron Baker (giocatore di football americano)
Ronald Baker (Gary, 19 novembre 1954) è un ex giocatore di football americano statunitense che ha militato nel ruolo di offensive guard nella National Football League (NFL).

## Carriera
Baker al college giocò a football all'Università statale dell'Oklahoma. Fu scelto dai Baltimore Colts nel corso del decimo giro (277º assoluto) del Draft NFL 1977. Dopo non essere mai sceso in campo nella sua stagione da rookie, nelle due annate successive disputò tutte le 32 partite. Nel 1980 passò ai Philadelphia Eagles dove rimase stabilmente titolare dal 1981 al termine della carriera, avvenuto nel 1988.